# タンパク質工学
タンパク質工学（タンパクしつこうがく）は、有用または価値のあるタンパク質を開発するプロセスであり、多くの場合、自然界に存在するアミノ酸配列を変更することによって、人工的なポリペプチドを設計・製造する。タンパク質のフォールディングの理解や、タンパク質の設計原理の認識などに多くの研究が行われている新しい学問分野である。 工業用触媒（生体触媒）として多くの酵素の機能向上に利用されている。また、製品・サービス市場において、2017年には1680億米ドルの市場場規模になると推定されている。

タンパク質工学には、合理的なタンパク質設計と指向性進化という2つの一般的な戦略がある。これらの方法は互いに排他的なものではなく、研究者はしばしばその両方をもちいることになる。将来的には、タンパク質の構造と機能に関するより詳細な知識と、ハイスループットスクリーニングの進歩により、タンパク質工学の能力は大きく向上する可能性がある。最終的には、拡張遺伝暗号のような、遺伝暗号に新規アミノ酸をコード化する新しい手法によって、非天然アミノ酸も含めることができるようになるかもしれない。 

## アプローチ

### 合理的設計
合理的設計では、科学者がタンパク質の構造と機能に関する詳細な知識を用いて、所望の変更を加えることができる。一般に、部位特異的変異導入法が発達しているため、安価で技術的に容易であるという利点がある。しかし、タンパク質の詳細な構造情報が得られないことが多く、また、得られたとしても、構造情報はタンパク質の構造を静的に示すことが多いため、様々な変異の効果を予測することが非常に難しいという大きな欠点がある。しかし、Folding@homeやFolditのようなプログラムは、タンパク質の折り畳みモチーフを知るためにクラウドソーシング技術を利用している。
計算タンパク質設計アルゴリズムは、あらかじめ指定された標的構造に折り畳まれたときに低エネルギーである新規アミノ酸配列を同定することを目的としている。探索すべき配列-構造空間は広いが、計算タンパク質設計の最も困難な要件は、最適な配列と類似の最適でない配列を区別できる、高速かつ正確なエネルギー関数である。

### 多重配列アライメント
タンパク質の構造情報がない場合、配列解析はタンパク質に関する情報を解明するのに役立つことが多い。これらの手法では、対象となるタンパク質の配列を、他の関連するタンパク質の配列とアライメントする。このアラインメントにより、どのアミノ酸が生物種間で保存され、タンパク質の機能にとって重要であるかを示すことができる。これらの分析により、変異の標的部位となりうるホットスポットアミノ酸を特定することができる。多重配列アライメントは、PREFAB、SABMARK、OXBENCH、IRMBASE、BALIBASEなどのデータベースを利用して、ターゲットタンパク質の配列を既知の配列と相互参照するものである。多重配列アライメントの手法を以下に示す。
この方法は、まずk-tuple法またはNeedleman-Wunsch法を用いて配列のペアワイズアライメントを行う。これらの方法は、配列ペア間のペアワイズ類似性を表すマトリックスを計算する。類似度スコアは距離スコアに変換され、近隣結合法を用いてガイドツリーを作成するために使用される。このガイドツリーを用いて、多重配列アライメントが行われる。

#### Clustalomega
この方法は、k-tuple法を利用することで、最大19万個の配列のアライメントが可能である。次に、mBed法とk-means法を用いて配列のクラスタリングを行う。そして、HH alignパッケージで使用されているUPGMA法を用いてガイドツリーを構築する。このガイドツリーを用いて、多重配列アラインメントを作成する。

#### MAFFT
この方法は、高速フーリエ変換（FFT）を利用して、アミノ酸配列を各アミノ酸残基の体積と極性の値からなる配列に変換する。この新しい配列を用いて、相同領域を探索する。

#### K-Align
この方法は、Wu-Manber近似文字列マッチングアルゴリズムを利用し、多重配列アライメントを生成する。

#### Multiple sequence comparison by log expectation (MUSCLE)
KmerとKimura距離を利用して、多重配列アラインメントを生成する方法である。

#### T-Coffee
本手法は、アライメントの進化にツリーベースの整合性目的関数を利用する。本手法は、Clustal Wと比較して5-10%の精度があることが示されている。

### 共進化解析
共進化解析は、相関変異、共分散、共置換とも呼ばれる。このタイプの合理的設計は、進化的に相互作用する遺伝子座における相互進化的変化を伴う。一般に、この方法は、ターゲット配列のキュレーションされた多重配列アラインメントを作成することから始まる。このアラインメントは、高度にギャップがある配列や、配列同一性の低い配列を削除する手動改良が行われる。このステップにより、アライメントの品質が向上する。次に、手動で処理されたアライメントは、異なる相関変異アルゴリズムを用いた更なる共進化解析に利用される。これらのアルゴリズムにより、共進化スコアリング・マトリックスが生成される。このマトリックスは、重要な共進化の値を抽出し、バックグラウンドノイズを取り除くために、様々な有意性テストを適用してフィルタリングされる。共進化解析はさらに評価され、その性能と厳密性が評価される。最後に、この共進化解析の結果を実験的に検証する。

### 構造予測
タンパク質のde novoタンパク質構造予測には、既存のタンパク質構造に関する知識が必要である。既存のタンパク質構造に関する知識は、新しいタンパク質構造を予測するのに役立つ。タンパク質構造予測の方法は、第一原理法、フラグメントベース法、ホモロジーモデリング法、タンパク質スレッディング法の4つのクラスに分類される。

#### Ab initio
これらの方法は、テンプレートに関する構造情報を一切使用せずに、自由なモデリングを行うものである。第一原理計算法は、タンパク質の自由エネルギーの大域的最小値に対応するネイティブな構造を予測することを目的としている。第一原理計算法の例としては、AMBER、GROMOS、GROMACS、CHARMM、OPLS、ENCEPP12がある。第一原理計算の一般的な手順は、 対象となるタンパク質を幾何学的に表現することから始まる。次に、 タンパク質のポテンシャルエネルギー関数モデルを作成する。このモデルは、分子力学ポテンシャルまたはタンパク質構造由来のポテンシャル関数のいずれかを使用して作成することができる。ポテンシャルモデルの開発に続いて、分子動力学シミュレーション、モンテカルロシミュレーション、遺伝的アルゴリズムなどのエネルギー探索技術がタンパク質に適用される。

#### フラグメントベース法
これらの方法は、構造に関するデータベース情報を利用して、作成されたタンパク質配列に相同な構造をマッチングさせるものである。これらの相同構造をスコアリングと最適化によりコンパクトな構造に組み上げ、ポテンシャルエネルギーが最も低くなることを目標とする。フラグメント情報のウェブサーバとしては、I-TASSER、ROSETTA、ROSETTA@home、FRAGFOLD、CABS fold、PROFESY、CREF、QUARK、UNDERTAKER、HMM、ANGLOR:72がある。

#### ホモロジー モデリング
これらの方法は、タンパク質の相同性に基づくものである。これらの方法は、比較モデリングとしても知られている。ホモロジーモデリングの最初のステップは、一般に、問い合わせ配列と相同な構造を持つテンプレート配列の同定である。次に、問い合わせ配列をテンプレート配列にアライメントする。アラインメントに続いて、構造的に保存された領域がテンプレート構造を用いてモデル化される。続いて、テンプレートとは異なる側鎖やループをモデリングする。最後に、モデル化された構造は、洗練され、品質が評価される。ホモロジーモデリングデータが利用可能なサーバーは以下である。SWISS MODEL, MODELLER, ReformAlign, PyMOD, TIP-STRUCTFAST, COMPASS, 3d-PSSM, SAMT02, SAMT99, HHPRED, FAGUE, 3D-JIGSAW, META-PP, ROSETTA,  I-TASSER. 

#### タンパク質スレッディング
タンパク質スレッディングは、問い合わせ配列の信頼できるホモログが見つからない場合に使用でる。この方法は、まず、問い合わせ配列とテンプレート構造のライブラリを入手することから始まる。次に、問い合わせ配列を既知のテンプレート構造上にスレッド化する。これらの候補モデルは、スコアリング関数を用いてスコアリングされる。これらの候補は、問い合わせ配列とテンプレート配列の潜在的なエネルギーモデルに基づいてスコアリングされる。そして、最も低いポテンシャルエネルギーモデルを持つマッチが選択される。スレッディングデータを取得し、計算を行うための方法とサーバーをここに列挙する。GenTHREADER, pGenTHREADER, pDomTHREADER, ORFEUS, PROSPECT, BioShell-Threading, FFASO3, RaptorX, HHPred, LOOPP server, Sparks-X, SEGMER, THREADER2, ESYPRED3D, LIBRA, TOPITS, RAPTOR, COTH, MUSTER.
合理的設計の詳細については、部位特異的変異導入を参照。

### 多価結合
多価結合は、アビディティ効果によって結合特異性と親和性を高めるために使用することができる。1つの生体分子や複合体に複数の結合ドメインがあると、個々の結合事象を介して他の相互作用が起こる可能性が高くなる。アビディティや有効親和力は、個々の親和力の合計よりもはるかに高くすることができ、標的結合のためのコストと時間効率のよいツールとなる。

#### 多価タンパク質
多価タンパク質は、翻訳後修飾やタンパク質をコードするDNA配列の多重化によって、比較的容易につくることができる。多価および多特異性タンパク質の主な利点は、既知のタンパク質の標的に対する有効な親和性を高めることができることである。不均一な標的の場合、タンパク質の組み合わせによって多特異的な結合をもたらすことで特異性を高めることができ、タンパク質治療薬として高い応用性を持つ。
多価結合の最も一般的な例は抗体であり、二重特異性抗体の研究が盛んに行われている。二重特異性抗体の応用は、診断、イメージング、予防、治療など幅広い分野に及んでいる。

### 指向性進化
指向性進化では、ランダムな変異導入（例えば、エラープローンPCRや配列飽和変異導入など）がタンパク質に適用され、選択システムが望ましい形質を持つ変異体を選択するために使用される。その後、さらに変異と選択を繰り返す。この方法は自然進化を模倣したもので、一般に合理的な設計よりも優れた結果をもたらす。さらに、DNAシャッフリングと呼ばれるプロセスでは、成功した変異体の断片を混ぜ合わせ、より良い結果を得ることができるようにする。このようなプロセスは、有性生殖の際に自然に起こる組換えを模倣している。指向性進化の利点は、タンパク質の構造に関する事前の知識を必要とせず、ある変異がどのような効果をもたらすかを予測できる必要がないことである。実際、指向性進化実験の結果は、望ましい変化が、ある効果を持つとは予想されていなかった変異によって引き起こされることが多く、驚くべきものである。欠点は、ハイスループットスクリーニングが必要なことで、すべてのタンパク質について実現可能なわけではない。大量の組換えDNAを変異させ、その産物を所望の形質についてスクリーニングする必要がある。変異体の数が多いため、プロセスを自動化するために高価なロボット装置が必要になることも多い。さらに、すべての所望の活性を簡単にスクリーニングできるわけではない。
自然界のダーウィン進化は、触媒作用を含む様々な用途のためにタンパク質の特性を調整するために、研究室内で効果的に模倣することができる。大規模で多様なタンパク質ライブラリーを作成し、フォールディングされた機能的な変異体をスクリーニングまたは選択するために、多くの実験技術が存在する。フォールディングされたタンパク質は、ランダムな配列空間において驚くほど頻繁に出現し、この現象を利用して選択的な結合剤や触媒を進化させることができる。深い配列空間から直接選択するよりも保守的ではあるが、ランダムな変異誘発と選択・スクリーニングによって既存のタンパク質を再設計することは、既存の特性を最適化したり変更したりするための特に強固な方法である。また、より野心的な工学的目標を達成するための優れた出発点でもある。実験的進化と最新の計算機的手法の組み合わせは、自然界に存在しない機能的な高分子を生み出すための、最も広範で実りある戦略であると思われる。
高品質な変異ライブラリーを設計するための主な課題は、近年大きな進展を見せている。この進歩は、タンパク質の形質に対する変異負荷の影響について、よりよく説明できるようになったという形で表れている。また、計算機によるアプローチでは、数え切れないほど大きな配列空間を、より管理しやすいスクリーニング可能なサイズにすることで、スマートな変異体ライブラリーを作成することに大きな進歩があった。また、系統的な組換えアルゴリズムを用いて、有益な残基を特定することにより、ライブラリーのサイズはよりスクリーニング可能なサイズに縮小された。最後に、タンパク質の機能に対する変異の影響を定量化し予測する、より正確な統計モデルとアルゴリズムの開発により、酵素の効率的なリエンジニアリングに向けて大きな前進を遂げた。
一般に、指向性進化は、タンパク質の変異体ライブラリーを作成し、ハイスループットスクリーニングを行い、形質が改善された変異体を選択する、2段階の反復プロセスとして要約されることがある。この手法では、タンパク質の構造と機能の関係についての予備知識は必要ない。指向性進化は、ランダムまたはフォーカスされた変異導入を利用して、変異タンパク質のライブラリーを作成するものである。ランダム変異は、エラープローンPCRや部位飽和変異導入法を用いて導入することができる。また、複数の相同遺伝子の組換えによって変異体を生成することもある。自然界では、限られた数の有益な配列が進化してきた。指向性進化は、新しい機能を持つ未発見のタンパク質配列を同定することを可能にする。この能力は、タンパク質がフォールディングや安定性を損なうことなくアミノ酸残基の置換に耐えられるかどうかにかかっている。
指向性進化法は、無性進化法と有性進化法の2つの戦略に大別される。

### 無性進化法
無性進化法では親遺伝子間のクロスリンクは発生しない。単一遺伝子を用いて、様々な変異導入技術を用いて変異体ライブラリーを作成する。これらの無性進化法では、ランダムな変異導入と標的をしぼった変異導入のいずれかに分類ができる。

#### ランダム変異導入法
ランダム変異導入法では、対象となる遺伝子全体にランダムに変異を生じさせる。ランダム変異導入法では、次のようなタイプの変異を導入することができる：トランジション、トランスバージョン、挿入、欠失、インバージョン、ミスセンス、およびナンセンス。ランダム変異を作り出す方法の例を以下に示す。

#### エラープローンPCR
エラープローン PCRは、Taq DNAポリメラーゼが3'から5'へのエキソヌクレアーゼ活性を持たないことを利用したものである。その結果、1回の複製でヌクレオチドあたり0.001-0.002%のエラーが生じる。この方法は、まず変異させたい遺伝子、あるいは遺伝子内の領域を選択することから始まる。次に、作りたい活性の種類や程度に応じて、必要なエラーの程度を算出する。このエラーの大きさによって、エラープローンPCR法が決定される。PCRの後、遺伝子はプラスミドにクローニングされ、コンピテントセルシステムに導入される。これらの細胞は、所望の形質についてスクリーニングされる。プラスミドは、改良された形質を示すコロニーから単離され、次の突然変異導入のテンプレートとして使用される。エラープローンPCRでは、特定の変異に対して他の変異と比較してバイアスがかかる。例えば、トランスバージョンよりもトランジションに偏りがある
PCRのエラーは、次のような方法で増大する可能性がある。
1. 非相補的な塩基対を安定化させる塩化マグネシウムの濃度を上げる。
2. ２塩基対特異性を低下させる塩化マンガンを添加する。
3. dNTPの添加量を増やし、不均衡にする。
4. dITP、8オキソ-dGTP、dPTPのような塩基アナログの添加。
5. Taqポリメラーゼの濃度を上げる。
6. 伸長時間を長くする。
7. サイクルタイムを長くする。
8. より精度の低いTaqポリメラーゼを使用する。

詳しくはポリメラーゼ連鎖反応を参照。

#### ローリングサークルエラープローンPCR
このPCR法は、細菌が環状のDNAを増幅する方法を模したローリングサークル増幅法に基づいている。この方法では、線状のDNA二重鎖が得られる。この断片はコンカタマーと呼ばれる環状DNAのタンデムリピートを含んでおり、細菌株に形質転換することができる。変異は、まず標的配列を適切なプラスミドにクローニングすることで導入される。次に、ランダムヘキサマープライマーとΦ29DNAポリメラーゼを用い、エラープローンローリングサークル増幅の条件で増幅を開始する。エラープローンローリングサークル増幅を行うための追加条件は、1.5pMのテンプレートDNA、1.5mMのMnCl2、24時間の反応時間である。MnCl2は、DNA鎖のランダムな点突然変異を促進するために反応混合物に添加される。変異率は、MnCl2の濃度を上げるか、テンプレートDNAの濃度を下げることで高めることができる。ローリングサークル増幅は、特異的なプライマーではなく、普遍的なランダムヘキサマープライマーを使用するため、エラーが起こりやすいPCRと比較して有利である。また、この増幅の反応生成物は、リガーゼやエンドヌクレアーゼで処理する必要がない。この反応は等温反応である。

#### 化学的変異導入
化学的変異導入は、化学試薬を使用して遺伝子配列に変異を導入することである。化学的変異原の例を以下に示す。
二硫酸ナトリウムは、G/Cに富んだゲノム配列の変異に効果的である。これは、二硫酸ナトリウムがメチル化されていないシトシンのウラシルへの脱アミノ化を触媒するためである。
メタンスルホン酸エチルはグアニジン残基をアルキル化する。この変化により、DNAの複製時にエラーが発生する。
亜硝酸はアデニンとシトシンの脱アミノ化により転化を起こす.
ランダム化学変異導入の二重アプローチは、反復的な2段階のプロセスである。まず、EMS（メタンスルホン酸エチル）によって目的の遺伝子をin vivoで化学的に変異させる。次に、処理した遺伝子を単離し、プラスミドバックボーンの変異を防ぐために、未処理の発現ベクターにクローニングする。この手法で、プラスミドの遺伝的性質が保たれる。

#### Targeting glycosylases to embedded arrays for mutagenesis (TaGTEAM)
この方法は、酵母の標的型in vivo突然変異導入に利用されている。この方法では、tetR DNA結合ドメインに3-メチルアデニンDNAグリコシラーゼを融合させる。これにより、tetO部位を含むゲノムの領域で、変異率が800倍以上増加することが示されている。

#### ランダム挿入・欠失による変異導入法
この方法では、任意の長さの塩基の塊を同時に削除・挿入することで、配列の長さを変化させることができる。この方法では、新しい制限部位、特定のコドン、非天然アミノ酸の4塩基コドンの導入により、新しい機能性を持つタンパク質を作り出すことができることが示されている。

#### トランスポゾンを用いたランダム変異導入法
近年、トランスポゾンを利用したランダム変異導入法が数多く報告されている。この方法には、以下のようなものがあるが、これらに限定されるものではない。PERMUTE-ランダム環状順列、ランダムタンパク質切断、ランダム塩基トリプレット置換、ランダムドメイン/タグ/複数アミノ酸挿入、コドン走査突然変異導入、マルチコドン走査突然変異導入。これらの技術は、すべてmini-Muトランスポゾンの設計を必要とする。サーモ・サイエンティフィック社では、これらのトランスポゾンを設計するためのキットを製造している。

#### 標的DNAの長さを変えるランダム変異導入法
この方法では、挿入変異や欠失変異によって遺伝子の長さを変化させることができる。例えば、タンデムリピート挿入（TRINS）法である。これは、ローリングサークル増幅法によって標的遺伝子のランダムな断片のタンデムリピートを生成し、このリピートを標的遺伝子に同時に組み込むという手法である。

#### ミューテーター株
ミューテーター株とは、1つまたは複数のDNA修復機構が欠損している細菌細胞株のことである。ミューテーター株の例として、大腸菌XL1-REDがある.この大腸菌の下位株は、MutS、MutD、MutT DNA修復経路が欠損している。ミューテーター株は、様々な変異を導入するのに有効であるが、株自身のゲノムに変異が蓄積されるため、培養不良が進行する。

#### 標的をしぼった変異導入法
標的をしぼった突然変異導入法では、あらかじめ決められたアミノ酸残基に変異を生じさせる。これらの手法では、対象となるタンパク質の配列と機能との関係を理解する必要がある。この関係を理解することで、安定性、立体選択性、触媒効率に重要な残基を同定することができる。以下に、標的をしぼった変異導入法の例を示す。

#### 部位飽和型変異
部位飽和変異導入は、タンパク質の機能において重要な役割を持つアミノ酸を標的とするために用いられるPCRベースの方法である。これを実行するための2つの最も一般的な技術は、全プラスミドシングルPCRとオーバーラップエクステンションPCRである。
全プラスミドシングルPCRは部位特異的変異導入site directed mutagenesis (SDM)とも呼ばれる。SDM産物はDpnエンドヌクレアーゼ切断に供される。親鎖はアデニンのN6でメチル化されたGmATCを含んでいるため、この切断により親鎖のみが切断される。SDMは10キロベースを超えるような大きなプラスミドにはうまく機能しない。また、この方法は一度に2つのヌクレオチドを置換することしかできない.
オーバーラップエクステンション PCRでは、2組のプライマーを使用する必要がある。各セットの1つのプライマーは変異を含んでいる。これらのプライマーセットを用いた1回目のPCRが行われ、2本の二本鎖DNAが形成される。次に2回目のPCRを行い、これらの二重鎖を変性させ、再びプライマーセットとアニールさせ、各鎖に変異を持つヘテロ二重鎖を生成する。新たに形成されたヘテロ二重鎖の隙間はDNAポリメラーゼで埋められ、さらに増幅される。

#### 配列飽和変異導入法　Sequence saturation mutagenesis (SeSaM)
配列飽和変異導入法では、標的配列がすべてのヌクレオチド位置でランダム化される。この方法は、まず、3'末端に鋳型転写酵素を使用することにより、普遍的な塩基を持つ可変長のDNA断片を生成することから始まる。次に、これらの断片を一本鎖の鋳型を用いて全長まで伸ばす。万能塩基はランダムな標準塩基に置換され、変異を導入する。この方法には、SeSAM-Tv-II、SeSAM-Tv+、SeSAM-IIIなど、いくつかの改良版が存在する。

#### Single primer reactions in parallel (SPRINP)
この部位飽和変異導入法では、2回に分けてPCR反応を行う。そのうちの1回目はフォワードプライマーのみを使用し、2回目の反応ではリバースプライマーのみを使用する。これにより、プライマーダイマー形成が回避される。

#### Mega primed and ligase free focused mutagenesis
この部位飽和変異導入技術は、1つの変異導入オリゴヌクレオチドと1つのユニバーサルフランキングプライマーから始まる。これら2つの反応物は最初のPCRサイクルに使用される。この最初のPCRサイクルからの生成物は、次のPCRのためのメガプライマーとして使用される。

#### Ω-PCR
オーバーラップエクステンションPCRに基づく部位飽和変異導入法である。環状プラスミド中の任意の部位に変異を導入するために使用される。

#### PFunkel-ominchange-OSCARR
この方法は、ユーザー定義の部位特異的変異導入を、単一または複数の部位で同時に利用するものである。OSCARRは、カセットのランダム化と組換えのための1ポット・シンプルな方法one pot simple methodology for cassette randomization and recombinationの頭文字をとったものである。このランダム化と組換えにより、タンパク質の所望の断片をランダム化することができる。Omnichangeは、遺伝子上の独立したコドンを5つまで飽和させることができる、配列に依存しないマルチサイト飽和変異導入法である。

#### Trimer-dimer mutagenesis
この方法では、冗長なコドンや停止コドンを取り除く.

#### カセット変異導入法
これは、PCRに基づく方法である。カセット変異導入法では、まず、目的の遺伝子を含むDNAカセットを合成し、その両側を制限部位で挟む。この制限部位を切断するエンドヌクレアーゼは、標的プラスミド中の部位も切断する。DNAカセットとターゲットプラスミドの両方をエンドヌクレアーゼで処理し、これらの制限部位を切断して粘着性のある末端を作る。次に、この切断からの生成物が一緒にライゲーションされ、その結果、遺伝子が標的プラスミドに挿入される。コンビナトリアルカセット変異導入と呼ばれるカセット変異導入の別の形態は、目的のタンパク質中の個々のアミノ酸残基の機能を同定するために用いられる。その後、再帰的アンサンブル突然変異導入は、以前のコンビナトリアルカセット突然変異導入からの情報を利用する。コドンカセット突然変異導入法では、二本鎖DNAの特定の部位に単一のコドンを挿入または置換することができる。

### 有性的手法
指向性進化の有性的手法には、自然の生体内組換えを模倣したin vitro組換えが含まれる。一般に、これらの技術は親配列間の高い配列相同性を必要とする。これらの技術は、しばしば2つの異なる親遺伝子を組み替えるために使用され、これらの方法は、これらの遺伝子間のクロスオーバーを作成する。

#### In vitro相同組換え
相同組換えは、in vivoとin vitroに分類されることがある。in vitroの相同組換えは、in vivoの自然な組換えを模倣したものである。これらのin vitro組換え法では、親配列間の高い配列相同性が必要とされる。これらの手法は、親遺伝子の自然な多様性を利用し、それらを組み替えてキメラ遺伝子を得るものである。得られたキメラは、親の特徴が混在したものとなる。

#### DNA シャッフル
このin vitro技術は、組換え時代の最初の技術の1つである。まず、相同な親遺伝子をDNaseIによって小さな断片に切断することから始まる。これらの小さな断片は、未切断の親遺伝子から精製される。精製された断片は、プライマーレスPCRを用いて再組み立てされる。このPCRでは、異なる親遺伝子からの相同断片が互いにプライミングし合い、キメラDNAが得られる。このキメラDNAを、末端プライマーを用いて通常のPCRで増幅する。

#### Random primingin vitrorecombination (RPR)
このin vitro相同組換え法は、ランダム配列プライマーを用いて点変異を示す多数の短い遺伝子断片を合成することから始まる。これらの断片は、プライマーレスPCRを用いて全長の親遺伝子に組み替えられる。これらの再集合された配列は、PCRで増幅され、さらに選択工程にかけられる。この方法は、DNaseIを使用しないため、ピリミジンヌクレオチドの隣で組換えが起こるという偏りがなく、DNAシャッフルに比べて有利である。また、この方法は、長さが均一で、偏りがない合成ランダムプライマーを使用するため、有利である。最後に、この方法はDNAテンプレート配列の長さに依存せず、少量の親DNAを必要とする。

#### Truncated metagenomic gene-specific PCR
この方法は、メタゲノム試料から直接キメラ遺伝子を生成するものである。まず、メタゲノムDNAサンプルから機能スクリーニングにより目的の遺伝子を単離する。次に、特異的なプライマーを設計し、異なる環境サンプルからの相同遺伝子を増幅するために使用する。最後に、増幅された相同遺伝子をシャッフルしてキメラライブラリーを作成し、目的の機能クローンを取得する。

#### Staggered extension process (StEP)
このin vitroの方法は、キメラ遺伝子を生成するためのテンプレートスイッチングに基づくものである。このPCRに基づく方法は、テンプレートの最初の変性から始まり、プライマーのアニーリングと短い伸長時間が続く。その後のすべてのサイクルで、前のサイクルで生成された短い断片とテンプレートの異なる部分との間にアニーリングが生じる。これらの短い断片とテンプレートは、配列の相補性に基づいて一緒にアニールする。このように断片がテンプレートDNAとアニールするプロセスは、テンプレートスイッチングとして知られている。そして、これらのアニールした断片は、さらに伸長するためのプライマーとして機能することになる。この方法は、親長さのキメラ遺伝子配列が得られるまで実行される。この方法の実行には、フランキングプライマーが必要なだけである。また、DnaseI酵素も必要ない。

#### Random chimeragenesis on transient templates (RACHITT)
この方法では、キメラ遺伝子1個あたり平均14回のクロスオーバーでキメラ遺伝子ライブラリーを作成できることが確認されている。まず、親株のトップストランドの断片を、相同遺伝子のウラシルを含むテンプレートのボトムストランドにアライメントする。Pfuおよびtaq DNAポリメラーゼのエキソヌクレアーゼおよびエンドヌクレアーゼ活性により、5'および3'オーバーハングフラップが切断され、ギャップが埋められる。その後、ウラシルを含む鋳型をウラシルDNAグルコシラーゼで処理することによりヘテロ二重鎖から除去し、さらにPCRを用いて増幅させる。この方法は、比較的高いクロスオーバー頻度でキメラを生成することができるため、有利である。しかし、一本鎖DNAやウラシル含有一本鎖鋳型DNAの作製が必要であり、複雑であるため、やや制限がある。

#### Synthetic shuffling
合成縮重オリゴヌクレオチドのシャッフルは、最適コドンや有益な変異を含むオリゴヌクレオチドを含むことができるため、シャッフル方法に柔軟性を与える。

#### In vivo相同組み換え
酵母で行われるクローニングでは、断片化した発現ベクターをPCRによって再集結する。この再構築されたベクターは、酵母に導入され、クローニングされる。酵母を使ってベクターをクローニングすることで、大腸菌でのライゲーションや増殖で生じる毒性や逆選択を回避することができる。

#### Mutagenic organized recombination process by homologousin vivogrouping (MORPHING)
この方法は、酵母の相同組換えの頻度が高いことを利用して、遺伝子の特定領域に変異を導入し、他の部分はそのままにするものである。

#### Phage-assisted continuous evolution (PACE)
この方法は、進化した遺伝子を宿主から宿主に移すために、ライフサイクルを変更したバクテリオファージを利用するものである。ファージのライフサイクルは、転送が酵素からの目的の活性と相関するように設計されている。この方法は、遺伝子を継続的に進化させるために、人間の介入を最小限に抑えられるという利点がある。

### In vitro非相当組み替え法
これらの方法は、タンパク質が配列の相同性を欠きながら、類似した構造の同一性を示すことがあるという事実に基づいている。

### エクソンシャッフリング
エクソンシャッフリングとは、イントロンで起こる組換え現象によって、異なるタンパク質のエクソンが組み合わされることである。オルソログエクソンシャッフルは、異なる生物種のオルソログ遺伝子のエクソンを結合する。オルソログドメインシャッフリングは、異なる種のオルソログ遺伝子からタンパク質ドメイン全体をシャッフルするものである。パラロガスエクソンシャッフリングは、同一種の異なる遺伝子からのエクソンをシャッフルする。パラロガスドメインシャッフリングは、同じ生物種のパラログタンパク質からタンパク質ドメイン全体をシャッフルする。機能的相同ドメインシャッフルは、機能的に関連する非相同ドメインのシャッフルを行う。これらのプロセスはすべて、キメラ合成オリゴヌクレオチドを用いて、異なる遺伝子から目的のエクソンを増幅することから始まる。この増幅産物は、プライマーレスPCRを用いて全長の遺伝子に再構成される。このPCRサイクルの間、断片はテンプレートおよびプライマーとして機能する。この結果、キメラ全長遺伝子が得られ、スクリーニングに供される。

#### Incremental truncation for the creation of hybrid enzymes (ITCHY)
親遺伝子の断片は、エキソヌクレアーゼIIIによる制御切断で作られる。これらの断片はエンドヌクレアーゼで平滑末端化され、ハイブリッド遺伝子を生成するためにライゲーションされる。THIOITCHYは、ITCHYを改良したもので、α-ホスホチオエートdNTPなどのヌクレオチド三リン酸アナログを利用した手法である。これらのヌクレオチドを組み込むことで、エキソヌクレアーゼIIIによる切断を阻害することができる。このエキソヌクレアーゼIIIによる切断の阻害をスパイクと呼ぶ。スパイキングは、まずエキソヌクレアーゼで遺伝子を切断し、短い一本鎖のオーバーハングを持つ断片を作ることで達成できる。これらの断片は、少量のホスホチオエートdNTPsの存在下でDNAポリメラーゼによる増幅のためのテンプレートとして機能する。これらの断片は、その後、全長の遺伝子を形成するために一緒にライゲーションされる。あるいは、インタクトな親遺伝子を、通常のdNTPおよびホスホチオエートdNTPの存在下でPCRにより増幅することもできる。これらの全長増幅産物は、次にエキソヌクレアーゼによる切断に供される。切断はエキソヌクレアーゼがα-pdNTPに出会うまで続けられ、異なる長さの断片ができる。これらの断片をライゲーションしてキメラ遺伝子を生成する。

#### SCRATCHY
本方法は、DNAシャフリングとITCHYを組み合わせることにより、多重クロスオーバーを抑制するハイブリッド遺伝子のライブラリーを作成するものである。本方法は、まず2つの独立したITCHYライブラリーを構築する。一つは、遺伝子AをN末端に持つもの。そしてもう一つは、N末端に遺伝子Bを持つものである。これらのハイブリッド遺伝子断片は、制限酵素切断または末端プライマーを用いたPCRにより、アガロースゲル電気泳動で分離される。これらの分離された断片を混合し、さらにDNaseIを使って切断する。切断された断片は、テンプレートスイッチングによるプライマーレスPCRで再組み立てされる。

#### Recombined extension on truncated templates (RETT)
本方法は、キメラのテンプレートとなる一本鎖DNA断片の存在下で、一方向に成長するポリヌクレオチドのテンプレートスイッチングによりハイブリッド遺伝子のライブラリーを作成する。本方法は、まず、標的mRNAから逆転写して一本鎖DNA断片を調製する。次に、遺伝子に特異的なプライマーを一本鎖DNAにアニールさせる。そして、これらの遺伝子はPCRサイクルの間に伸長される。このサイクルの後、テンプレートを交換し、先のプライマー伸長から得られた短い断片を他の一本鎖DNA断片にアニールする。このプロセスは、全長の一本鎖DNAが得られるまで繰り返される。

#### Sequence homology-independent protein recombination (SHIPREC)
この方法は、配列の相同性がほとんどない遺伝子間で組換えを生じさせるものである。これらのキメラは、いくつかの制限部位を含むリンカー配列を介して融合される。このコンストラクトはDNaseIで切断される。断片はS1ヌクレアーゼで平滑末端化される。これらの平滑末端端フラグメントは、ライゲーションによって環状配列にまとめられる。この環状コンストラクトを、リンカー領域に制限部位が存在する制限酵素を使用して線状化する。この結果、5'末端と3'末端への遺伝子の寄与が、出発時の構築物と比較して逆転したキメラ遺伝子のライブラリーが得られる。

#### Sequence independent site directed chimeragenesis (SISDC)
この方法では、複数の親遺伝子から複数のクロスオーバーを持つ遺伝子のライブラリーが得られる。この方法では、親遺伝子間の配列の同一性は必要ないない。しかし、すべてのクロスオーバー位置に1～2個の保存アミノ酸が必要である。まず、親遺伝子の配列をアライメントし、クロスオーバー部位となるコンセンサス領域を特定する。その後、制限部位を含む特定のタグを組み込み、Bac1による切断でタグを除去することにより、末端が凝集した遺伝子が得られる。これらの遺伝子断片を適切な順序で混合してライゲーションし、キメラライブラリーを形成する。

#### Degenerate homo-duplex recombination (DHR)
この方法は、まず相同な遺伝子のアライメントを行い、次に多型の領域を特定する。次に、遺伝子の上鎖を小さな変性オリゴヌクレオチドに分割する。下側の鎖もオリゴヌクレオチドに切断され、足場となる。これらの断片は溶液中で結合され、トップ鎖のオリゴヌクレオチドはボトム鎖のオリゴヌクレオチドに組み合わされる。これらの断片間の隙間はポリメラーゼで埋められ、ライゲーションされる。

#### Random multi-recombinant PCR (RM-PCR)
この方法は、相同性を持たない複数のDNA断片を、1回のPCRでシャッフルするものである。その結果、異なる構造単位をコードするモジュールが組み合わされ、完全なタンパク質が再構築される。

#### User friendly DNA recombination (USERec)
この方法は、まず、ウラシルdNTPを使用して、組み換えが必要な遺伝子断片を増幅することから始まる。この増幅液には、プライマー、PfuTurbo、Cx Hotstart DNAポリメラーゼも含まれている。増幅された生成物は、次にUSER酵素とインキュベートされる。この酵素は、DNAからウラシル残基を除去して1塩基対のギャップを作ることを触媒する。USER酵素で処理した断片を混合し、T4 DNAリガーゼでライゲーションし、Dpn1切断でテンプレートDNAを除去する。得られた一本鎖の断片はPCRで増幅され、大腸菌に形質転換される。

#### Golden Gate shuffling (GGS) recombination
この方法では、制限部位の外側を切断する2型制限酵素を用いることで、少なくとも9種類の断片をアクセプターベクターに組み換えることができる。まず、断片を別々のベクターにサブクローニングし、両側にBsa1フランキング配列を作成する。次に、これらのベクターをII型制限酵素Bsa1で切断し、4ヌクレオチドの一本鎖オーバーハングを生成させる。相補的なオーバーハングを持つ断片はハイブリダイズされ、T4 DNAリガーゼを用いてライゲーションされる。最後に、これらのコンストラクトは大腸菌に形質転換され、発現レベルのスクリーニングが行われる。

#### Phosphoro thioate-based DNA recombination method (PRTec)
この方法は、構造要素やタンパク質ドメイン全体の組み換えに使用することができる。この方法は、ホスホロチオエート化学に基づいており、ホスホロチオジエステル結合を特異的に切断することができる。プロセスの最初のステップは、ベクターバックボーンと一緒に組み換える必要があるフラグメントの増幅から始まる。この増幅は、5'末端にホスホロチオール化ヌクレオチドを持つプライマーを用いて達成される。増幅されたPCR産物は、エタノール-ヨウ素溶液中で高温で切断される。次に、これらの断片は室温でハイブリダイズされ、大腸菌に形質転換され、あらゆるニックが修復される。

#### インテグロン
このシステムは、大腸菌の自然な部位特異的組換えシステムをベースにしている。このシステムはインテグロンシステムと呼ばれ、自然な遺伝子シャッフルを生じさせる。この方法を用いて、trp欠損大腸菌において、個々の組換えカセットまたはtrpA-E遺伝子と調節エレメントをインテグロンシステムで送り込むことにより、機能的なトリプトファン生合成オペロンを構築し最適化した。

#### Y-Ligation based shuffling (YLBS)
この方法では、5'または3'末端の単一ブロック配列、ステムループ領域の相補配列、PCRのプライマー結合部位となるD分岐領域を含む一本鎖DNA鎖を生成する。5'側と3'側の両半鎖が等量ずつ混合され、ステム領域での相補性によりハイブリッドが形成される。3'半鎖の5'末端がリン酸化されたハイブリッドは、0.1 mM ATPの存在下でT4 DNAリガーゼを用いて5'半鎖の3'末端と結合される。ライゲーションした生成物を2種類のPCRで増幅し、pre 5' halfとpre 3' halfのPCR生成物を生成する。これらのPCR産物は、ビオチン標識されたステム配列を含むプライムの5'末端へのアビジン-ビオチン結合を介して一本鎖に変換される。次に、ビオチン標識された5'ハーフストランドとビオチン標識されていない3'ハーフストランドは、次のYライゲーションサイクルの5'と3'のハーフストランドとして使用される。

## 半合理的設計
半合理的設計は、タンパク質の配列、構造、機能に関する情報を、予測アルゴリズムと組み合わせて使用する。これらを組み合わせて、タンパク質の機能に最も影響を与える可能性の高い標的アミノ酸残基を特定する。これらの重要なアミノ酸残基を変異させることで、より優れた特性を持つ可能性の高い変異タンパク質のライブラリーを作成する。
半合理的酵素工学とde novo酵素設計の進歩は、研究者に生体触媒を操作する強力で効果的な新しい戦略を提供する。配列と構造に基づくアプローチをライブラリ設計に統合することは、酵素の再設計のための素晴らしいガイドとなることが証明されている。一般に、現在の計算機によるデノボやリデザインの手法は、触媒性能において進化的変異導入とは比較にならない。実験的な最適化は、指向性進化を利用して生み出されるかもしれないが、構造予測の精度のさらなる向上と触媒能力の向上は、設計アルゴリズムの改良によって達成されるであろう。将来的には、タンパク質ダイナミクスを統合することで、さらなる機能強化がシミュレーションに含まれるかもしれない。
生化学的・生物物理学的研究と予測フレームワークの微調整は、個々のデザイン特徴の機能的意義を実験的に評価するために有用である。これらの機能的貢献の理解を深めることで、将来の設計を改善するためのフィードバックが得られるだろう。
計算機によるタンパク質設計は、タンパク質工学が生体高分子を操作する方法を根本的に変えたが、指向性進化がタンパク質工学の選択法として取って代わることはないだろう。仮説駆動型タンパク質工学のための予測的フレームワークを組み込んだ方法を用いることで、より小さく、より焦点を絞った、機能的に豊かなライブラリーが生成されるかもしれないない。新しい設計戦略と技術の進歩により、従来のプロトコールからの脱却が始まっている。例えば、指向性性進化は、フォーカスされたライブラリーの中でトップレベルの性能を持つ候補を特定するための最も効果的な戦略である。全遺伝子ライブラリー合成は、ライブラリー調製のためのシャッフリングや変異導入プロトコルに取って代わりつつある。また、何百万もの候補をスクリーニングし、選別するという途方もない努力の代わりに、特異性の高い低スループットスクリーニングアッセイがますます適用されるようになっている。これらの開発により、タンパク質工学は指向性進化を超え、生物触媒を調整するための実用的でより効率的な戦略へと移行しつつある。

## スクリーニングと選択の技術
タンパク質が指向性進化、合理的設計、半合理的設計を受けたら、どの変異体がより優れた特性を示すかを決定するために、変異タンパク質のライブラリーをスクリーニングする必要がある。ファージディスプレイ法は、タンパク質をスクリーニングするための一つの選択肢である。この方法では、変異型ポリペプチドをコードする遺伝子とファージのコートタンパク質遺伝子を融合させる。ファージ表面に発現したタンパク質変異体は、in vitroで固定化されたターゲットとの結合によって選択される。次に、選択されたタンパク質変異体を持つファージを細菌中で増幅し、ELISA法により陽性クローンを同定する。これらの選択されたファージは、DNAシークエンシングが行われる。
細胞表面ディスプレイシステムは、変異ポリペプチドライブラリーのスクリーニングにも利用することができる。ライブラリーの変異遺伝子を発現ベクターに組み込んで、適切な宿主細胞に形質転換する。これらの宿主細胞は、さらにハイスループットなスクリーニングにかけられ、所望の表現型を持つ細胞を同定することができる。
in vitroでのタンパク質翻訳や無細胞翻訳を利用するために、セルフリーディスプレイシステムが開発されてきた。これらの方法には、mRNAディスプレイ、リボソームディスプレイ、共有結合および非共有結合のDNAディスプレイ、in vitroコンパートメント化などが含まれる。:53

### 酵素工学
酵素工学は、酵素の構造（すなわち機能）を変更したり、単離された酵素の触媒活性を変更して、新しい代謝物を生成したり、新しい（触媒）反応の経路を可能にする応用であり また、ある特定の化合物を他の化合物に変換する（生体内変換）。これらの製品は、化学物質、医薬品、燃料、食品、農業用添加物などとして有用である。
酵素リアクター  は酵素的手段によって所望の変換を行うために使用される反応媒体を含む容器から構成されている。このプロセスで使用される酵素は、溶液中で遊離している。また、微生物は本物の酵素の重要な起源の1つである。

## 人工タンパク質の例
コンピューティングの手法により、Top7と名付けられた新しいフォールドを持つタンパク質や 、非天然分子のセンサーが設計されている 。融合タンパク質の設計により、クリオピリン関連周期性症候群の治療薬としてFDA（米国食品医薬品局）の認可を得た「リロナセプト」が誕生した。
もう一つの計算手法であるIPROは、Candida boidiniiのキシロース還元酵素の補酵素特異性を変えることに成功した。  IPRO（Iterative Protein Redesign and Optimization）は、タンパク質を再設計し、本来の基質や新規の補酵素に対する特異性を高める、または与えるものである。これは、指定された設計位置の周囲でタンパク質の構造を繰り返しランダムに摂動させ、ロータマーの最も低いエネルギーの組み合わせを特定し、新しい設計が以前のものよりも低い結合エネルギーを持つかどうかを決定することによって行われる。
計算支援設計は、高度に秩序化されたナノタンパク質集合体の複雑な特性を設計するためにも使用されている。 大腸菌バクテリオフェリチン（EcBfr）は、2つのオリゴマー状態を持つことで構造的に不安定で不完全な自己組織化挙動を示すタンパク質ケージであり、本研究のモデルタンパク質である。計算機解析やホモログとの比較から、このタンパク質は2回対称軸上の2量体界面が平均より小さく、その主な原因は2つの水架橋アスパラギン残基を中心とした界面水ポケットの存在であることが判明している。EcBfrの構造安定性を向上させるエンジニアリングの可能性を検討するため、半経験的計算法を用いて、野生型EcBfrに対する二量体界面における480種の変異体のエネルギー差を仮想的に探索した。この計算科学的研究は、水架橋アスパラギンにも収束する。この2つのアスパラギンを疎水性アミノ酸に置き換えると、α-ヘリカルモノマーにフォールディングされ、ケージに組み上がるタンパク質が得られることが、円二色性と透過電子顕微鏡で証明された。熱変性と化学変性の両方で、すべての再設計されたタンパク質は、計算と一致し、安定性が向上していることが確認された。また、3つの変異のうち1つは、溶液中で高次のオリゴマー化状態にシフトすることが、サイズ排除クロマトグラフィーとネイティブゲル電気泳動の両方から示された。
細菌チャネルタンパク質(OmpF)の1nmの細孔を、任意のサブnmサイズに縮小するインシリコ手法、PoreDesignerの開発に成功した。設計した細孔を生体模倣ブロックポリマーマトリックスに組み込んで輸送実験を行ったところ、塩を完全に排出することができた。
 